# Гроздана Олуїч
Грооздана Олуїч (30 серпня 1934, Єрдевік, Королівство Югославія — 16 березня 2019, Белград) — югославська та сербська письменниця. Закінчила Белградський університет (філософський факультет).